# Mikaela (película)
Mikaela (originalmente conocida como AP6: Infierno en la autopista) es una película española de acción y thriller de 2025, dirigida por Daniel Calparsoro y escrita por Arturo Ruiz Serrano. Está protagonizada por Antonio Resines. Se estrenó en cines españoles el 31 de enero de 2025, con distribución de Buena Vista International España.

## Reparto
- Antonio Resines como Leo Font
- Natalia Azahara como Micaela
- Roger Casamajor como Teniente Jon
- Pavel Anton como Erik
- Cristina Kovani como atracadora
- Adriana Torrebejano como Alicia
- Javier Albalá como Carlos
- Patricia Vico como Laura
- Oleg Kricunova como Pavel
- Peter Nikolas como Román
- Rocío Muñoz-Cobo como Sandra
- Bernabé Fernández como Lozano
- Richard Holmes como Cobo
- Mario Zorrilla como Felipe

## Producción
En septiembre de 2023, durante la presentación de las entonces próximas películas de Atresmedia Cine en el Festival Internacional de Cine de San Sebastián, se anunció que la película AP6: Infierno en la autopista estaba en desarrollo. En una entrevista con Fotogramas en febrero de 2024, Antonio Resines confirmó que sería el protagonista de la película. En agosto de 2024, se anunció que el rodaje de la película había terminado, y que su título había cambiado de AP6: Infierno en la autopista a simplemente Mikaela. El presupuesto total de la película es de 5.6 millones de dólares, incluyendo 1.2 millones procedentes de las ayudas generales del ICAA.

## Lanzamiento y marketing
En abril de 2024, cuando el proyecto originalmente se llamaba AP6: Infierno en la autopista, Buena Vista International España programó su estreno en cines españoles para el 31 de enero de 2025. El 25 de noviembre de 2024, con el título ya cambiado a Mikaela, el tráiler fue lanzado. En diciembre de 2024, el póster final de la película fue lanzado.